# パランギペーッタイ
パランギペーッタイ（タミル語：பரங்கிப்பேட்டை、英語：Parangipettai）は、南インドのタミル・ナードゥ州、カダルール県沿岸の都市。歴史的にはポルト・ノヴォ（Porto Novo）と呼ばれる。

## 歴史

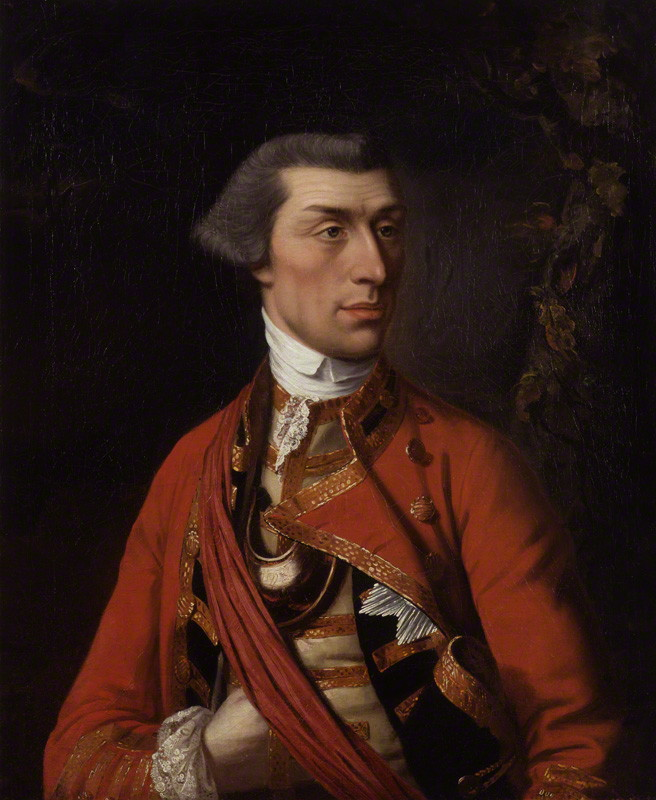
エア・クート

古くはポルトガルの拠点であり、ヨーロッパの人々からは「ポルト・ノヴォ」と呼ばれた（ポルトガル語で「新しい港」の意味）。
イギリス人は1683年にこの地で貿易を始めようとしたが、そのときはデンマークとポルトガルがすでに拠点を築いていた。
1781年7月1日には、第2次マイソール戦争において、マイソール側のハイダル・アリーとイギリス指揮官のエア・クートの両軍が衝突した（ポルト・ノヴォの戦い）。クートのイギリス軍8千がハイダル・アリーのマイソール軍6万に勝利した。